# Max Biechele
Max Emanuel Ludwig Emil Biechele (* 11. September 1839 in Eichstätt; † 14. Oktober 1922 in Straubing) war ein deutscher Apotheker. Er verfasste Werke zu Pharmazie und Chemie, darunter  ein Handbuch der Arzneimittelprüfung, das weite Verbreitung fand.

## Ausbildung und Beruf

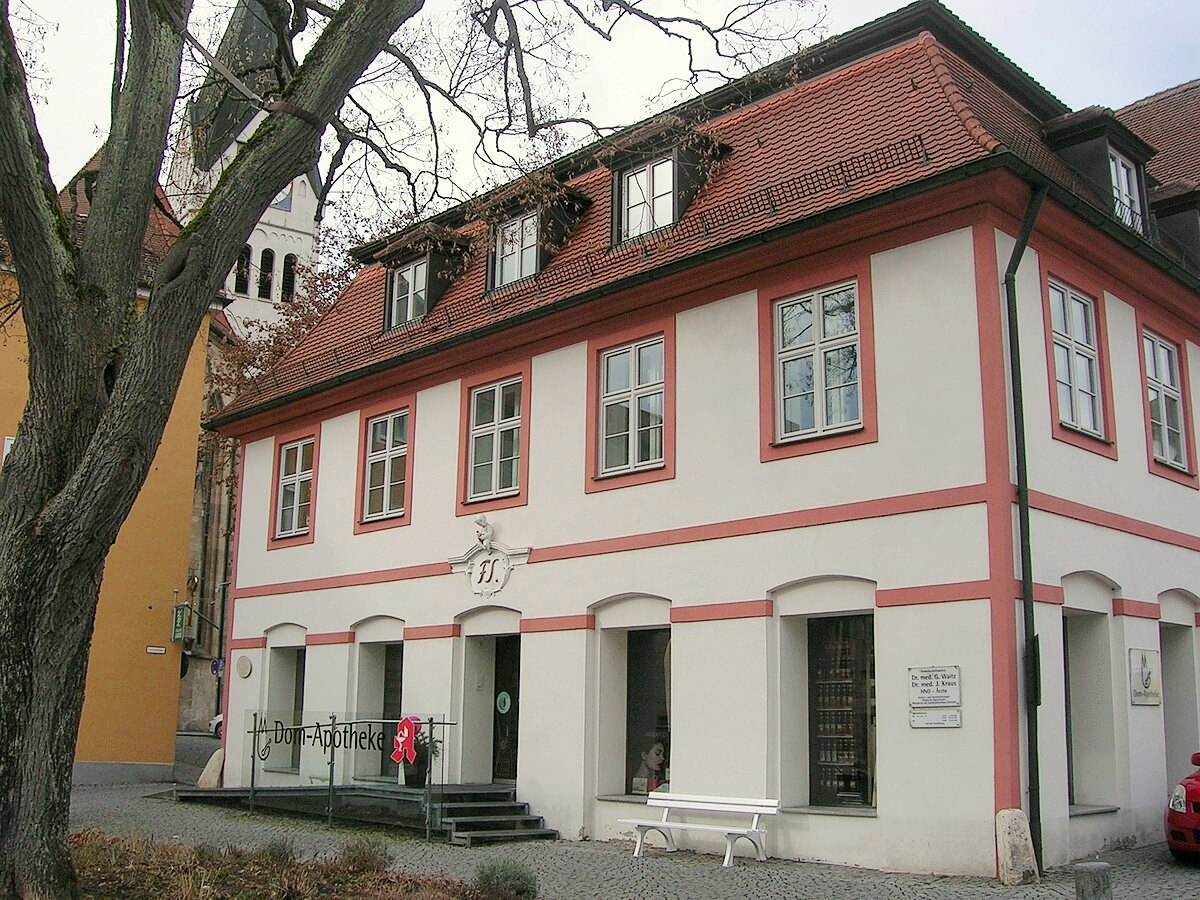
Die Dom-Apotheke in Eichstätt

Max Biechele besuchte das Eichstätter Humanistische Gymnasium. Er ging in Würzburg in der Adler-Apotheke in die Lehre, bestand 1861 die Gehilfenprüfung, blieb noch eineinhalb Jahre und arbeitete danach in der Nürnberger Mohren-Apotheke. An der Ludwig-Maximilians-Universität München studierte Biechele ab Sommer 1864 Pharmazie. Bei Ludwig Andreas Buchner hörte er zu Toxikologie und zur Pharmazeutischen Chemie und wurde zu praktischen Übungen im Labor angehalten. Max Biechele schloss das Studium nach dem Sommersemester 1865 mit Bestnote ab und wurde als Apotheker approbiert. Es folgte eine kurze Zeit in der Dom-Apotheke in Eichstätt, ab Herbst 1866 ein Studium der Chemie und 1868 die Promotion zum Dr.phil. Gutachter der Dissertation waren Eugen von Gorup-Besánez und Philipp Zöller.
Max Biechele wurde 1869 Besitzer der Dom-Apotheke in seiner Heimatstadt Eichstätt und führte sie bis 1896. Eine Produktionsstätte für Mineralwasser ergänzte sein Geschäft. Nach dem Verkauf der Eichstätter Apotheke war Biechele bis 1901 Besitzer der Oberen Apotheke in Günzburg. Biecheles letzte Wirkungsstätte war Regensburg; er war dort Regierungsapotheker und Mitglied des Kreismedizinalausschusses der Oberpfalz.

## Wissenschaftliches Wirken und Arbeit als Autor
Außer der praktischen Arbeit in der Apotheke widmete sich Biechele dem Abfassen von Büchern zu wissenschaftlichen und praktischen Themen des Apothekenwesens. Max Biecheles wichtigstes Werk ist ein Kompendium von Nachweisreaktionen zur Prüfung von Arzneimitteln für Apotheker mit dem außerdem ein Leitfaden für Apothekenvisitationen zur Verfügung gestellt werden sollte. Es erschien erstmals 1872 und danach in vielen Auflagen auch unter Bearbeitung anderer Autoren bis zuletzt 1953. Es wurde bekannt als „Der Biechele“. Neben weiteren Lehr- und Nachschlagebüchern zur Pharmazeutische Chemie erstellte er auch Schriften zur allgemeinen Chemie. Die Pharmakognosie war Thema weiterer Bücher. Praktische Belange des Apothekenwesens behandelten Werke zu rechtlichen Fragen und zur Gebührenberechnung.
Von 1878 bis 1884 erschien die von Max Biechele herausgegebene Zeitschrift für Untersuchung von Lebensmitteln und Verbrauchs-Gegenständen. An der dritten und vierten Ausgabe des Deutschen Arzeibuchs wirkte Biechele 1890 und 1900 mit.

## Familie
Max Biechele entstammte einer Familie von Apothekern. Sein Urgroßvater Johann Nepomuk Biechele war Apotheker in der Apotheke des Domkapitels in Eichstätt, der späteren Dom-Apotheke. Johann Nepomuks Sohn, Max Biecheles Großonkel Josef Ignaz Biechele, war Apotheker in derselben Apotheke. Max Biecheles Vater Karl Josef Ignaz Willibald Borromäus Biechele führte die Stadtapotheke in Eichstätt, mütterlicherseits waren Max' Großvater und ein Urgroßvater fürstbischöfliche Hofapotheker in Eichstätt.
Auch nachfolgende Generationen blieben dem Apothekenwesen treu. Von Max Biecheles neun Geschwistern besaß sein Bruder Ignaz Karl Jakob Biechele die Eichstätter Marien-Apotheke, dort waren auch dessen Nachkommen, Max Biecheles Neffe, Großneffen und Urgroßneffen tätig. Von Max Biecheles eigenen drei Söhnen besaß Ludwig die Kaulbach-Apotheke in München und Max junior die Einhorn-Apotheke in Straubing, die er an seinen Sohn Oskar weitergab.

## Schriften
- Ueber einige Derivate des Kreosols. Universität Erlangen 1868 (Dissertation). (Faksimile der Deutschen Digitalen Bibliothek).
- Anleitung zur Erkennung und genauen Prüfung aller in der deutschen Pharmacopöe aufgenommenen Stoffe. Zugleich ein Leitfaden bei Apotheken-Visitationen für Gerichtsärzte, Aerzte und Apotheker. Verlag der Krüll´schen Buchhandlung (Hugendubel), Eichstätt 1872. (Standardwerk bekannt als „Der Biechele“, ab der neunten Auflage 1895 erschienen bei Springer; 17. Auflage, bearbeitet von Hans Kaiser erschienen 1953. Faksimile der Deutschen Digitalen Bibliothek).
- Neu revidirte Arznei-Taxe für das Königreich Bayern und Ergänzungs-Taxe für solche Stoffe, die in der Pharmacopoea und in der amtlichen Taxe nicht aufgenommen sind. Ferner: Berechnung der Mischungs-Verhältnisse und der Taxe für die nach der Pharmacopoe nur zur Dispensation zu bereitenden Arznei-Stoffe. Verlag der Krüll´schen Buchhandlung (Hugendubel), Eichstätt 1878 (Faksimile der Deutschen Digitalen Bibliothek).
- Deutsche Miniatur-Pharmacopoe : enthaltend die Berechnung sämmtlicher Vorschriften auf bestimmte Gewichte, Angabe der Verunreinigungen und Ausbeute der Präparate – zugleich ein Einschreibebuch : ein Hilfsbuch beim Arbeiten in der Receptur und Defectur. Stillkrauth, Eichstätt 1873 (zweite Auflage erschienen 1883 Faksimile der Deutschen Digitalen Bibliothek).
- Die chemischen Gleichungen der anorganischen und organischen Stoffe – mit besonderer Berücksichtigung der deutschen und österreichischen Pharmacopoe sowie der massanalytischen Untersuchungen der Arzneistoffe ; nach den neuesten chemischen Anschauungen bearbeitet. Stillkrauth, Eichstätt 1885. (Faksimile der Deutschen Digitalen Bibliothek).
- Stöchiometrie – mit besonderer Berücksichtigung der deutschen Pharmacopoe sowie den massanalytischen Untersuchungen der Arzneistoffe. Stillkrauth, Eichstätt 1887 (Faksimile der Deutschen Digitalen Bibliothek).
- Pharmaceutische Uebungspräparate. Anleitung zur Darstellung, Erkennung, Prüfung und stöchiometrischen Berechnung von officinellen chemisch-pharmaceutischen Präparaten. Springer, Berlin 1894 (Neudruck bei Hansebooks Norderstedt  2016; dritte Auflage erschienen 1912).
- Die gesetzlichen Bestimmungen für das Apothekenwesen in Bayern. Zusammengestellt und mit Erläuterungen versehen. Stillkraut, Eichstätt 1888 (fünfte, neu bearbeitete und vermehrte Auflageds erschienen 1916).
- Repetitorium der Botanik in Verbindung mit Pharmacognosie in tabellarischer Form. Pharmakognosie in Verbindung mit spezieller Botanik in tabellarischer Form. Stillkrauth, Eichstätt 1890.
- Pharmakognosie in Verbindung mit specieller Botanik in tabellarischer Form – mit besonderer Berücksichtigung des Arzneibuches für das deutsche Reich, mit einem Anhang Arzneistoffe aus dem Tierreiche. Stillkrauth, Eichstätt 1892 (zweite Auflage erschienen 1901).
- Mikroskopische Prüfung der offizinellen Drogen – nebst Erläuterung der im Arzneibuche für das Deutsche Reich vorkommenden botanischen Bezeichnungen. Coppenrath, Regensburg 1904.
- Reaktionen der für die Pharmazie wichtigeren Verbindungen. Eine Anleitung zur Ausführung von chemischen Reaktionen für Apotheker Incipienten und Studierende. Enke, Stuttgart 1908.